# Kumari Kandam

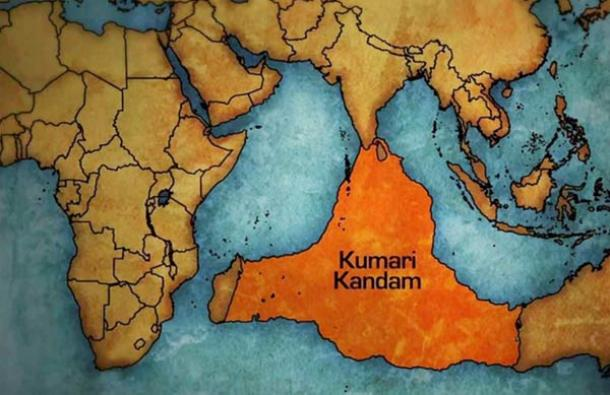
Hartă a continentului Kumari Kandam

Kumari Kandam, Kumarikkantam, sau Kumai Nadu este un continent dispărut care ar fi existat la sud de Kanyakumari, India. Kumari Kandam a fost adesea comparat și asemănat cu un alt continent legendar, Lemuria.
Termenul de Kumari Kandam a apărut pentru prima dată în lucrarea Skanda Purana din secolul al XV-lea scrisă de Kachiappa Sivacharyara, care conține texte religioase hinduse. Povestirile despre un continent antic scufundat în Oceanul Indian au fost înregistrate în multe dintre operele tamile anterioare. Conform acelor povestiri, a existat o porțiune întinsă de uscat care a fost cândva condusă de dinastia Pandiyan.
Legenda susține că regii Pandiyan ai continentului Kumari Kandam au fost conducătorii întregului continent indian, iar civilizația Tamil este cea mai veche și de asemenea leagănul civilizației umane. Când Kumari Kandam s-a scufundat, locuitorii s-au răspândit în întreaga lume și au fondat diverse civilizații.
Existența continentului Kumari Kandam este susținută și de Ramayana, o altă poveste antică. Rama a ordonat construirea unui pod (cunoscut sub numele de Podul lui Rama sau Podul lui Adam) care putea fi folosit pentru conducerea armatei sale de „Vanara” (oameni maimuță) peste ocean la insula Lanka, unde Sita, soția lui, era ținută captivă. Podul lui Adam este un lanț de bancuri de calcar formate din nisip, nămol și pietre și care se extinde între India și Sri Lanka.
Conform unor studii recente ale Institutului Național de Oceanografie din India, nivelul mării a fost mai scăzut cu 100 de metri în urmă cu aproximativ 14.500 de ani și cu 60 de metri în urmă cu 10.000 de ani. Prin urmare, este foarte posibil să fi existat cândva o punte de legatură între insula Sri Lanka și India continentală.